# Dargen D'Amico
Dargen D'Amico, pseudonimo di Jacopo Matteo Luca D'Amico (Milano, 29 novembre 1980), è un rapper, cantautore, produttore discografico, paroliere e disc jockey italiano, fondatore dell'etichetta discografica indipendente Giada Mesi assieme a Francesco Gaudesi.
Il genere da lui principalmente suonato è stato definito in maniera ironica come "emo rap", facendo intendere l'uso di tematiche personali e intimiste nella sua musica. Nel corso degli anni si era descritto anche come "cantautorap", smentendo tuttavia tale definizione diversi anni più tardi durante la sua partecipazione al podcast Muschio selvaggio. Nel 2025 è risultato essere il quinto artista con più copie certificate nella storia del Festival di Sanremo in epoca FIMI.

## Biografia

### Inizi: Sacre Scuole (1999-2000)
Nato da genitori originari dell'isola Filicudi, sin da giovane partecipò a sfide di freestyle per le strade e nei locali di genere di Milano attraverso il nome d'arte iniziale Corvo D'Argento (preso dal librogame Il mistero del corvo d'argento). Intorno allo stesso periodo incontra Gué Pequeno (con cui frequentò il Liceo Ginnasio Giuseppe Parini) e Jake La Furia, fondando i Sacre Scuole e pubblicando l'unico album in studio 3 MC's al cubo nel 1999.
Nel 2001 il gruppo venne sciolto e Gué Pequeno e Jake La Furia fondarono i Club Dogo insieme al produttore Don Joe, pubblicando due anni più tardi l'album Mi fist, nel quale è presente il brano Tana 2000, inciso con D'Amico.

### Musica senza musicisti, di vizi di forma virtù (2006-2008)
Dopo l'esperienza delle Sacre Scuole, D'Amico ha intrapreso la carriera solista pubblicando nel 2006 l'album di debutto Musica senza musicisti, pubblicato dalla Giada Mesi, etichetta discografica indipendente da lui fondata.
Nel 2007 D'Amico partecipa come compositore e collaboratore a brani dell'album Figli del caos del gruppo milanese Two Fingerz, uscito su Sony-BMG. L'anno seguente, nel 2008, esce il doppio CD da solista Di vizi di forma virtù, con tematiche varie. D'Amico parla di lavoro, società, difficoltà economiche, e, in diversi pezzi, della sua infanzia. Si comincia anche a notare la forte influenza cantautorale dell'artista milanese, frutto di influenze musicali come Lucio Dalla, Franco Battiato ed Enzo Jannacci.

### D',CD'e il progetto Macrobiotics (2010-2011)

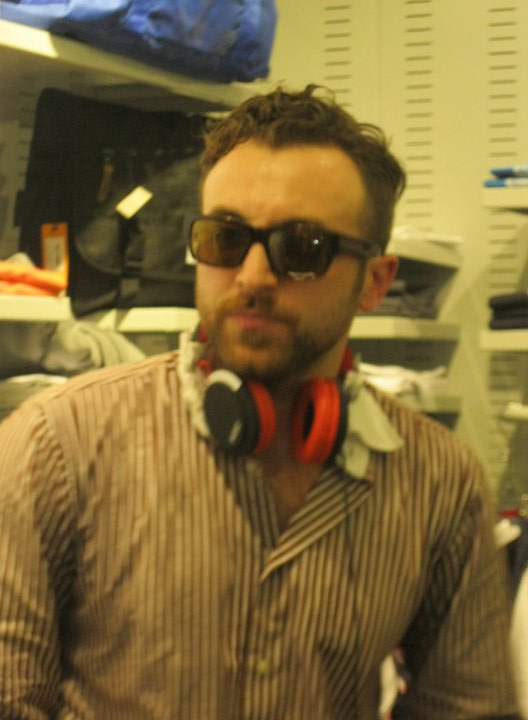
Dargen D'Amico al Release Party di CD' tenutosi a Bologna il 14 aprile 2011.

Il 2 giugno 2010 esce per il download digitale l'EP D' parte prima, seguito l'8 ottobre dalla seconda parte dal nome D' parte seconda. Il progetto utilizza il concept dell'amore, visto in diverse sfumature. Musicalmente si nota una vena cantautoriale e l'utilizzo di vocoder e atmosfere electro. Il 1º aprile 2011 esce il terzo album CD', la cui lista tracce è costituita dai brani originariamente pubblicati nei due EP con l'aggiunta di quattro inediti.
Intanto, D'Amico procede con collaborazioni: a marzo esce l'album Tons of Friends del gruppo electro house Crookers, nel quale D'Amico è presente nella versione italiana, cantando con Fabri Fibra il brano Festa festa e sempre con Fabri Fibra nel brano Insensibile, tratto dal disco Controcultura, uscito il 7 settembre 2010 e in Quorum, nel brano Nel mio disco, prodotto da Roofio. A fine anno collabora a brani del doppio album dei Two Fingerz Il disco nuovo/Il disco volante, uscito a dicembre 2010.
Nei primi mesi del 2011 continua la collaborazione con Fabri Fibra, partecipando al remix di Tranne te, rappando una strofa. Il 22 febbraio 2011 esce il video del brano, intitolato Tranne te e te.
Insieme al DJ milanese Nic Sarno, fa uscire sul web a gennaio 2011 l'album Balerasteppin che si ripropone di creare un nuovo genere musicale, il Balerasteppin, in cui sono ripresi e reinterpretati testi e musica di canzoni più o meno famose sia italiane che straniere (da Fabrizio De André a Loredana Bertè e da Rustie a Samo Soundboy), unendo la musica cantautorale con le sonorità della musica elettronica. Il 14 ottobre 2011 il duo pubblica sull'iTunes Store il singolo Solo un demo, il cui relativo videoclip è stato pubblicato il 25 ottobre.
Sempre nel 2011 collabora con Marracash e Rancore nel brano L'Albatro, tratto da Roccia Music II, mixtape del rapper milanese che anticipava King del rap. Nello stesso periodo, collabora al disco Thori & Rocce, album dei produttori Don Joe e Shablo uscito nel giugno del 2011, nella traccia Guarda bene, assieme a Chief, Reverendo e Mixup.

### Nostalgia istantaneaeVivere aiuta a non morire(2012-2013)

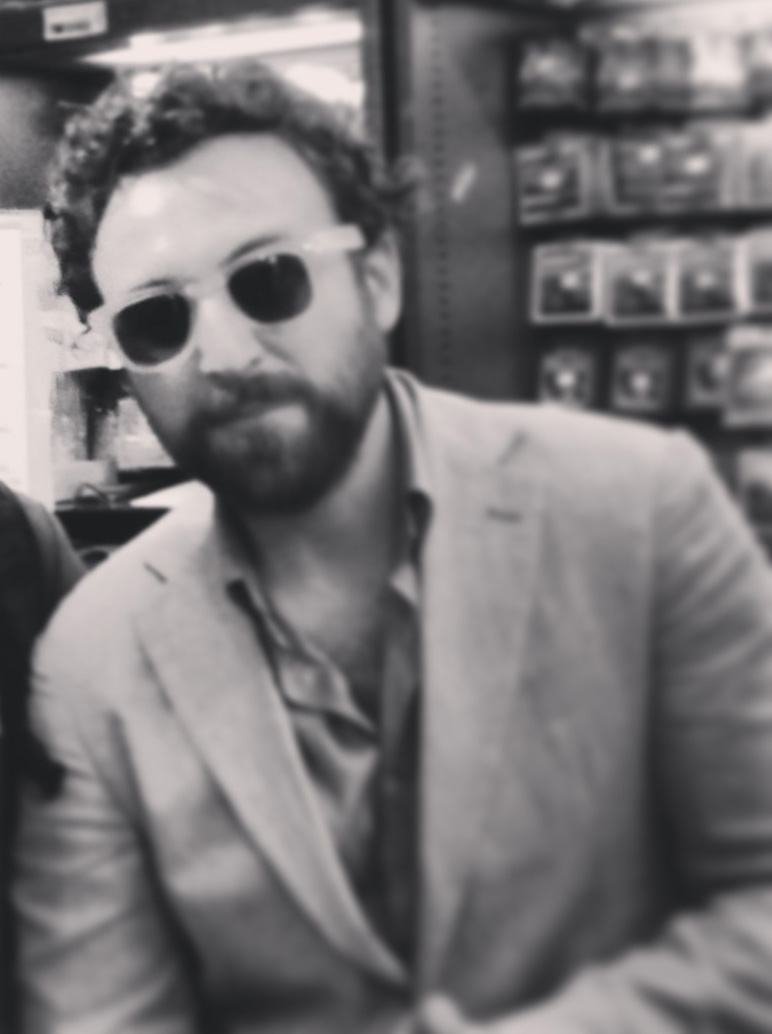
Dargen D'Amico durante un instore a Milano nel 2013.

Il suo quarto album è intitolato Nostalgia istantanea ed è stato pubblicato il 1º giugno 2012. L'album contiene soltanto due brani, la title track e Variazioni sul tema nostalgia istantanea, lunghe rispettivamente 18 e 20 minuti. Le musiche e testi sono stati scritti e composti da D'Amico, con la partecipazione del cantante e pianista napoletano Emiliano Pepe nella composizione della prima traccia. Il 10 agosto 2012 pubblica sul suo canale YouTube il videoclip della title track, in cui viene mostrata la realizzazione di un ritratto di Lucio Dalla, artista che lo ha influenzato e scomparso pochi mesi prima. Inoltre collabora con Max Pezzali nell'album Hanno ucciso l'Uomo Ragno 2012 rivisitando la traccia omonima.
L'8 novembre 2012 D'Amico annuncia la preparazione del quinto album in studio, intitolato Vivere aiuta a non morire, la cui uscita è stata fissata per la fine di aprile 2013. Nel post tratto dal suo sito web, afferma che il primo singolo estratto sarebbe stato Un fan in Basilicata (Almeno), tuttavia questo brano non è mai stato pubblicato come tale ma è stato reso disponibile per il download gratuito il 16 aprile. Il 26 febbraio 2013 viene pubblicato il primo singolo dell'album, Continua a correre, realizzato con la collaborazione di Andrea Nardinocchi ed accompagnato dal relativo videoclip due giorni più tardi. Il 5 marzo esce l'album di Fedez Sig. Brainwash - L'arte di accontentare, nel quale D'Amico è presente nel brano Ragazza sbagliata. Il 12 marzo 2013 viene pubblicato il secondo singolo Siamo tutti uguali, realizzato con Andrea Volontè; il relativo videoclip è stato pubblicato una settimana più tardi. Il 26 marzo esce invece il terzo singolo L'amore a modo mio, il quale ha visto la partecipazione di J-Ax; il video è uscito tre giorni più tardi in esclusiva Deejay TV. Il 16 aprile è stato pubblicato il video del brano Un fan in Basilicata (almeno).
Dal 19 aprile conduce per due settimane il programma radiofonico One Two One Two su Radio Deejay. Il 30 aprile viene pubblicato l'album Vivere aiuta a non morire, uscito in tre edizioni differenti: standard, digitale sull'iTunes Store (che contiene alcuni brani inediti) e limitata, contenente anch'essa alcuni brani inediti e anche un paio di occhiali da sole ideati dallo stesso Dargen. Tra le varie collaborazioni presenti nell'album, vi sono quelle con Enrico Ruggeri, J-Ax, Andrea Nardinocchi, Fedez, Max Pezzali, Andrea Volontè, il gruppo Perturbazione, Michele Lily (cantante della Mondo Records di Mondo Marcio) e i Two Fingerz.
Nel 2013 fa parte della giuria di Area Sanremo, il concorso rivolto ai giovani fino ai 36 anni che desiderano partecipare al Festival. Nel 2014 D'Amico ha partecipato al documentario Numero zero - Alle origini del rap italiano.

### D'io(2014-2015)
A partire da ottobre 2014 ha pubblicato settimanalmente alcuni brani inediti, successivamente inseriti in un disco intitolato L'ottavia, quest'ultimo pubblicato il 2 dicembre 2014 esclusivamente su Amazon.com all'interno dell'edizione deluxe del sesto album in studio, intitolato D'io e uscito il 3 febbraio 2015 dalla Universal Music Group. Ad anticipare la pubblicazione di quest'ultimo album sono stati i singoli Amo Milano e La mia generazione, rispettivamente pubblicati il 12 dicembre 2014 e il 23 gennaio 2015.
Successivamente L'ottavia è stato reso disponibile separatamente nei formati vinile e download digitale nel 2018.

### Variazioni(2017)
Il 31 marzo 2017 esce Variazioni, realizzato in collaborazione con la pianista italiana Isabella Turso. Anticipato dai singoli Le squadre e L'altra, secondo D'Amico tra gli obiettivi del progetto c'era quello di fare «un disco come si faceva una volta, andando in studio con i musicisti e vedendo nascere, crescere e maturare le canzoni», aggiungendo inoltre che l'album «chiude il cerchio con il suo passato musicale», iniziato con Musica senza musicisti. All'album hanno partecipato anche Tedua, Izi e Rkomi nella traccia Il ritorno delle stelle.

### OndagrandaeBir Tawil(2019-2021)
Nel maggio 2019 è uscito l'album Ondagranda, scritto a quattro mani con Emiliano Pepe.
Da marzo 2020 fa da voce narrante della prima stagione di CRTFD Podcast. A luglio ha preso parte con Fedez al remix del singolo Roses di Saint Jhn; D'Amico ha raccontato che la versione realizzata inizialmente prevedeva anche un adattamento del ritornello in italiano, tuttavia scartato dall'etichetta discografica. Nel mese di dicembre ha pubblicato il nono album Bir Tawil, anticipato dai singoli La vocina nella testa, Abbastanza, Ma non era vero e Jacopo.
In occasione del Festival di Sanremo 2021 il rapper ha lavorato come autore dei brani Dieci di Annalisa e Chiamami per nome di Francesca Michielin e Fedez.

### Nei sogni nessuno è monogamoeCiao America(2022-presente)

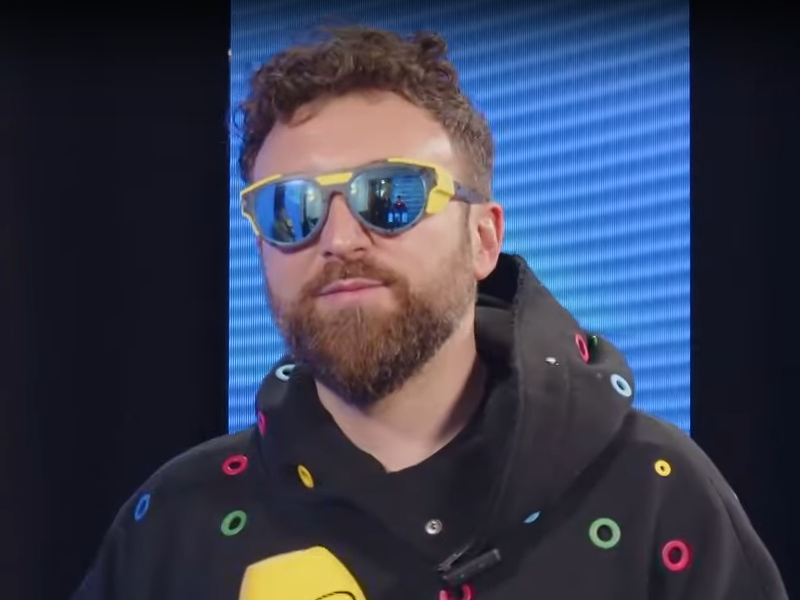
Dargen D'Amico al Festival di Sanremo 2024.

Nel 2022 prende nuovamente parte al Festival di Sanremo, questa volta esordendo in veste di concorrente, con il brano Dove si balla. Il 4 marzo 2022 esce il decimo album Nei sogni nessuno è monogamo, mentre il 15 giugno pubblica l'inedito Ubriaco di te. Dal settembre 2022 è uno dei quattro giudici della 16ª edizione di X Factor. 
Conduce Karaoke Night, talent canoro che esce il 4 gennaio 2024 su Prime Video.
Il 2 febbraio esce, solo in versione digitale, l'undicesimo album Ciao America. Pochi giorni più tardi prende parte parte al Festival di Sanremo 2024 con il brano Onda alta, giunto al 20º posto nella serata conclusiva.

## Influenze musicali
Dargen D'Amico menziona tra le sue maggiori influenze Franco Battiato, Enzo Jannacci e Lucio Dalla. In particolare, è un grande fan di Dalla, citandolo nel videoclip di Nostalgia istantanea (in cui viene realizzato un suo dipinto) e nel brano Come l'Italia e San Marino, in cui canta "Non sarà certo un disco a correggere il mondo, Dio non ascolta i gospel. E di certo non sarà il mio, se non l'ha cambiato Dalla con Come è profondo", facendo riferimento all'album dell'artista bolognese intitolato Come è profondo il mare.

## Discografia

### Da solista
Album in studio
- 2006 – Musica senza musicisti
- 2008 – Di vizi di forma virtù
- 2011 – CD'
- 2012 – Nostalgia istantanea
- 2013 – Vivere aiuta a non morire
- 2015 – D'io
- 2017 – Variazioni (con Isabella Turso)
- 2019 – Ondagranda (con Emiliano Pepe)
- 2020 – Bir Tawil
- 2022 – Nei sogni nessuno è monogamo
- 2024 – Ciao America

Raccolte
- 2018 – L'ottavia

### Con i Sacre Scuole
- 1999 – 3 MC's al cubo

### Con i Macrobiotics
- 2011 – Balerasteppin

## Tournée
- 2022 – Dargen D'Amico Live 2022
- 2024 – Live tour estate 2024

## Televisione
- X Factor (Sky Uno, 2022-2023), giudice
- Karaoke Night (Prime Video, 2024)

## Partecipazioni a manifestazioni canore
- Festival di Sanremo (Rai 1)
  - 2022 – 9º posto sezione con Dove si balla
  - 2024 – 20º posto con Onda alta